# Feliz Navidad (pjesma)
Feliz Navidad (hrv. Sretan Božić) božićna je pjesma portorikanskog pjevača i tekstopisca Joséa Feliciana i najpoznatija pjesma božićne tematike na španjolskom jeziku. Snimljena je 1970. godine. Američko društvo skladatelja, autora i izdavača (ASCAP) uvrstilo je pjesmu na svoj popis 25 božićnih pjesama s najvećim brojem obrada, snimaka i izvedbi (15. mjesto).
Pjesma se u više navrata tijekom dva desetljeća našla na ljestvici  Billboard Hot 100, između 44. i 70. mjesta. Izvorna inačica pjesme dospjela je na glazbene ljestvice Austrije, Novog Zelanda, Njemačke, Švicarske i Švedske. Zbog svoje popularnosti, postala je simbolom latinoameričke zabavne božićne glazbe.

## Obrade
Pjesma je doživjela brojne obrade latinoameričkih i svjetskih pjevača. Među najpoznatije se ubrajaju one kanadske pjevačice Celine Dion, talijanskog opernog pjevača  Luciana Pavarottija i talijanskog pop tria Il Volo.
Pjesmu je obradila i glumačko-pjevačka postava serije Glee.